# Herval
Herval egy község (município) Brazíliában, Rio Grande do Sul állam déli részén, az uruguayi határon. 2021-ben népességét 6807 főre becsülték.

## Elnevezése
Nevének jelentése „gyógynövény(es vidék)”, és a helyi növényektől, különösen a yerba matétól származik, amely őshonosan termett itt a gyarmatosítás előtt, és később fontos jövedelemforrást jelentett. Az évszázadok során azonban a növényzetet megtizedelték. A „herval” régies írásmód, a mai portugál helyesírás szerint „erval” kellene legyen. Egyes hivatalos okmányokban a község neve Herval do Sulként szerepel.

## Története
Az 1776–1777-es spanyol–portugál háborút lezáró San Ildefonso-i szerződés a határt a Rio Piratini és az Arroio Basílio vízfolyásoknál határozta meg, vagyis a mai Herval területe a spanyoloknak jutott. Azonban Rafael Pinto Bandeira határőr-parancsnok egészen a Jaguarão folyóig ki akarta terjeszteni a portugál fennhatóságot, így 1791-ben a spanyol területen templomot és kaszárnyát épített, amelyek São João Batista de Herval falu magját képezték. A település a szórványosan előforduló összecsapások közepette is növekedett. A további spanyol–portugál konfliktusok során a hely végül a portugálokhoz került, a határ pedig a Jaguarãoig tolódott.
Kezdetben Jaguarão község kerülete volt, majd 1881-ben függetlenedett és 1883-ban önálló községgé alakult.

## Leírása
Székhelye Herval, további kerületei Basílio, Bote, Cerro Chato, Coxilha do Lageado, Jaguarão Chico, Mingote. Gazdaságának legnagyobb részét a mezőgazdaság és a szolgáltatások teszik ki. A mezőgazdaság fő ágai a szójatermesztés, szarvasmarha- és juhtenyésztés. Helyi látnivalók a települések 19. századi épületei és templomai, az Osmar Hences-múzeum, városi parkok, a rodeó aréna, természeti látványosságok (kilátóhelyek, vízesések).